# Grob G 103 Twin Astir II
De Twin Astir II is een zweefvliegtuig met twee zitplaatsen dat ontworpen is door het Duitse Grob Aircraft als opvolger voor de zeer succesvolle Twin I. Het toestel wordt vaak gebruikt als opleidingstweezitter maar is ook zeer geschikt voor het vliegen van simpele acrobatische manoeuvres. Het toestel is vervaardigd uit glasvezel en is uitgerust met een niet-intrekbaar landingsgestel.
Het toestel heeft ook een acro-variant: de Twin II Acro.
Additionele gegevens:
| Zitplaatsen                          | 2                   |
| Landingsnelheid (Vland)              | 95 km/u             |
| Max. snelheid (Vne)                  | 250 km/u            |
| Max. snelheid turbulente lucht (Vra) | 170 km/u            |
| Max. manoeuvreringssnelheid (Vman)   | 170 km/u            |
| Max. lierstart snelheid (Vwinch)     | 120 km/u            |
| Max. TOW snelheid (Vtow)             | 150 km/u            |
| Overtreksnelheid (Vst)               | 66 (solo) / 75 km/u |
| Min. daalsnelheid                    | 0,7 m/s @ 85 km/u   |
| Beste daalhoek                       | 36:1 @ 105 km/u     |
| Min./Max. G's                        | −1,5 / +4 G's       |